# サン・ベネデット・ウッラーノ
サン・ベネデット・ウッラーノ（イタリア語: San Benedetto Ullano）は、イタリア共和国カラブリア州コゼンツァ県にある、人口約1,500人の基礎自治体（コムーネ）。

## 地理

### 位置・広がり

#### 隣接コムーネ
隣接するコムーネは以下の通り。
- フスカルド
- ラッターリコ
- モンタルト・ウッフーゴ